# Glycymeris hedleyi
Glycymeris hedleyi is een tweekleppigensoort uit de familie van de Glycymerididae. De wetenschappelijke naam van de soort is voor het eerst geldig gepubliceerd in 1912 door Lamy.